# 持続勃起症
持続勃起症(じぞくぼっきしょう)とは、男性の陰茎が勃起状態のまま、通常時に戻らない、もしくは非常に戻りにくくなる症状。陰茎強直症とも言う。
血管系のものとしては赤血球病や白血病などの血液病や外傷 (特に海綿体動脈の損傷)、炎症などにより血液が陰茎から流出しづらくなった静脈閉塞性持続勃起症 (Veno-occlusive priapism) と、陰茎海面体内の動脈系の破綻などによって発症する動脈性流入過剰型持続勃起症 (Arterial high flow priapism) に大別されるほか、勃起不全（ED）治療薬の副作用として症状が現れる。
特に静脈閉塞性のものは疼痛を伴い、陰茎が虚血状態であるため速やかな治療が要求され、最悪の場合は陰茎海綿体に非可逆的な損傷を与え、勃起不全に至る。12 - 24時間以上継続すると非常に危険である。
その他各所の病変や塞栓などにより発症する場合、神経系の疾患及び糖尿病、各種の薬物などがこの症状の原因となるが、特発性のものも多く見られる。

## 分類

### 虚血性持続勃起症
虚血性持続勃起症（Ischemic priapism）は血液疾患、神経疾患、薬剤性の原因によって静脈が閉塞すめ病態であり、12時間以上継続すると平滑筋が変性、壊死、線維化し、勃起不全症へと至る。

### 非虚血性持続勃起症
非虚血性持続勃起症（Non-ischemic priapism）は外傷や動脈・海綿体瘻などにより血液の流入が過剰となる病態であり、経過観察の対象となる。

## 診断
造影剤を用いたX線撮影やカラードプラ超音波検査などによって、問題となっている部位を特定する。陰茎海綿体からの血液を検査する血液ガス分析が、診断に役立つ。低血流量型の持続勃起症ならば、血液は通常pHが低く、高血流量型ならば、pHは通常正常である。

## 治療
動脈性である場合は血管収縮薬の陰茎海綿体内投与。血管の損傷による場合は自己血餅による塞栓術など。静脈閉塞性の場合は陰茎への穿刺による血液の吸引、海綿体内の生理食塩水による洗浄、場合によってはシャントの設置などが行われる。
原因が血管系の異常の場合、状況に応じて塞栓、バイパスの設置などの手術によっての治療が行われる。また、他の疾患の一形態としての症状が見られる場合には、その疾患に対する治療も並行して行われる。

### 勃起不全の治療の副作用の場合
米国泌尿器科学会のガイドラインによれば、4時間以上勃起が継続した場合には速やかに治療を開始する事が必要とされている。塩酸エチレフリンの陰茎海綿体への注射、ニフェジピンの舌下投与、もしくは陰茎への穿刺による血液の吸引、シャントの設置などによって対応する。

## クモとの関係
南米に生息するクロドクシボグモに噛まれると、稀に持続勃起症を発症することがある。ジョージア医科大学のロムロ・レイテ氏は、「勃起は、このクモに刺された男性のほぼ全員が痛みとともに経験する副作用だ」と述べている。クロドクシボグモは世界一の猛毒を持つクモとして2007年にギネス世界記録に登録されているが、抗毒薬の研究も進み、最終的には勃起不全の治療薬として期待されている。